# Mexalictus arizonensis
Mexalictus arizonensis là một loài Hymenoptera trong họ Halictidae. Loài này được Eickwort mô tả khoa học năm 1978.